# ヴィンロック県

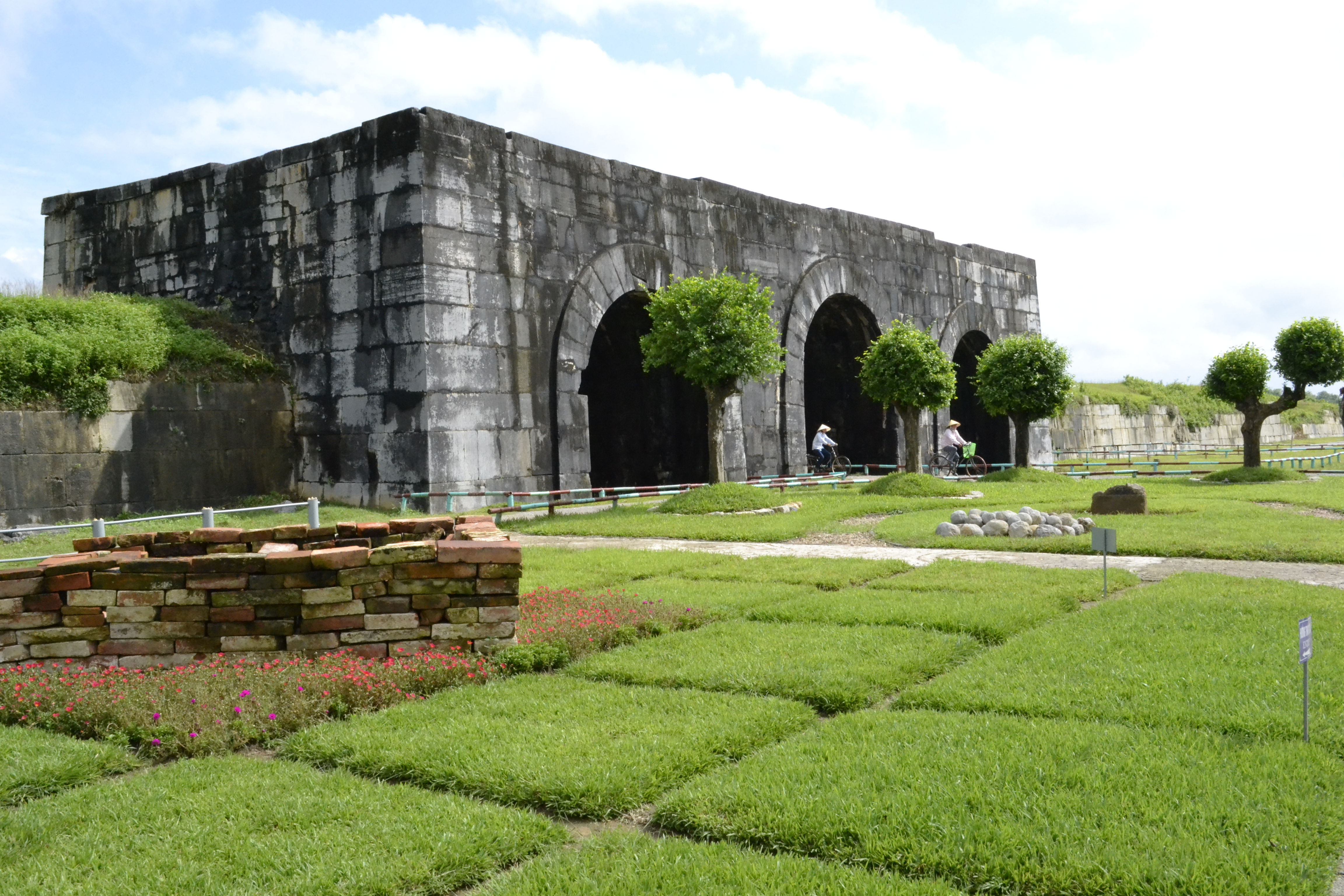

ヴィンロック県（ヴィンロックけん、ベトナム語：Huyện Vĩnh Lộc / 縣永祿? ）は、ベトナム社会主義共和国タインホア省の県である。面積は157.4 km²、人口は90,440人（2018年）である。

## 行政区画
1市鎮12社を管轄する。